# Челик (футбольный клуб, Никшич)
«Челик» (черног. Фудбалски клуб «Челик» Никшић/  Fudbalski klub «Čelik» Nikšić) — бывший черногорский футбольный клуб из города Никшич. С сезона 2012—2013 выступал в Первой лиге чемпионата Черногории. Основан в 1957 году. Домашние матчи проводил на стадионе «Железаре», вмещающем 2 000 зрителей. В переводе с сербского название клуба означает «Сталь», среди болельщиков имеет прозвище «Метталурги» или «Сталевары», по причине того что на момент основания клуба город Никшич был одним из центров черногорской промышленности.

## История
В чемпионате Югославии играл в низших лигах. К серьёзным успехах клуба можно отнести выход в 1/16 кубка Югославии сезона 1961/62 годов, а также выигрыш регионального турнира Черногории того же сезона. В сезоне 1999/00 годов клуб пробился в 1/4 финала кубка Югославии. При создании черногорского первенства «Челик» в число двенадцати лучших коллективов элиты не попадал, команда автоматически поднялась на один дивизион (из третьего в Сербии и Черногории во второй черногорский). В 2012 году команда команда заняла первое место во втором черногорском дивизионе и поднялась в элиту, попутно выиграв национальный кубок Черногории, добыв себе место в квалификационном турнире Лиги Европы УЕФА.

## Трофеи
- Кубок Черногории по футболу : 2011/12.
- Финалист Кубка Черногории: 2012/13